# Remígio (ort)
Remígio är en ort i Brasilien.   Den ligger i kommunen Remígio och delstaten Paraíba, i den östra delen av landet, 1 600 km nordost om huvudstaden Brasília. Remígio ligger 561 meter över havet och antalet invånare är 9 659.
Terrängen runt Remígio är huvudsakligen platt, men åt sydost är den kuperad. Närmaste större samhälle är Esperança, 12,8 km sydväst om Remígio.
Omgivningarna runt Remígio är en mosaik av jordbruksmark och naturlig växtlighet. Runt Remígio är det ganska tätbefolkat, med 56 invånare per kvadratkilometer.